# DJ Tatanka

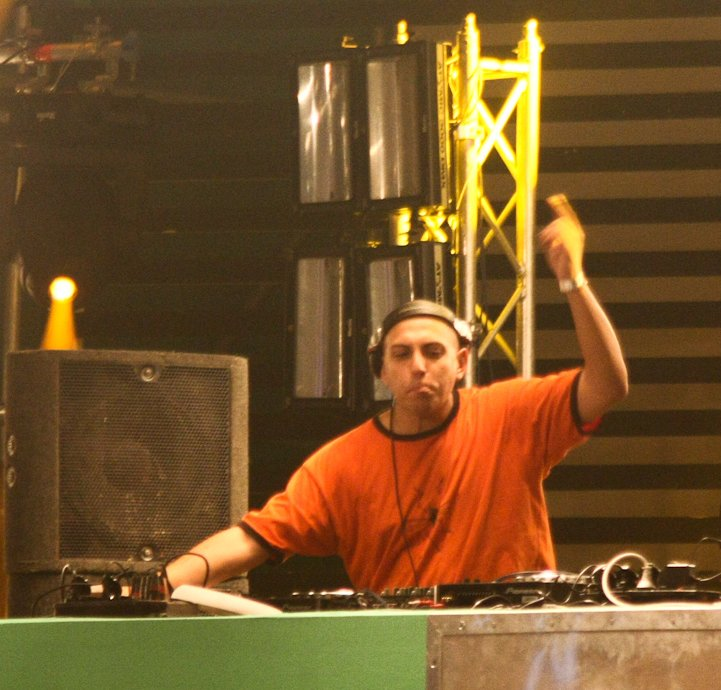
Tatanka auf der Syndicate 2010

Valerio Mascellino (* 18. Dezember 1979), Pseudonyme unter anderem DJ Tatanka und Tatanka, ist ein italienischer Hardstyle-DJ und Musikproduzent. Mascellino hat zwei eigene Plattenlabel mit dem Namen „Zanzalabs“ und „Zanzatraxx“, unter dem er produziert. Der Name Tatanka bezieht sich auf das amerikanische Bison in der Sprache Lakota. Mascellino war früher unter seinem Alias Bison bis zu seinem heutigen Namen Tatanka bekannt.

## Leben
Mascellino hat eine Ausbildung zum Koch absolviert. Er begann 1993 als DJ auf Privatparties. 1998 begann er mit Hardstyle-Produktionen beim Plattenlabel Mammut Records. Im Jahr 2002 wurde Mascellino unter seinem Pseudonym „Bison“ bekannt, als er zusammen mit The Quakers den Titel I Got Tonight aufnahm. Unter dem Pseudonym „Taratola“ hatte er 2004 mit dem Titel Insane seinen größten Erfolg. 2006 produzierte er als „T4t4nk4“ GTP. Dieser Titel lief europaweit. Unter dem Namen „Zanza Labs“ landete Mascellino einen weiteren Hit, Control The Mind / Industrial Bug.
Mascellino arbeitete regelmäßig mit anderen Musikern der Hardstyle-Szene, wie Technoboy, Zany, Activator, Zatox und Isaac zusammen. Bei diesen Gemeinschaftsproduktionen erscheint er in der Regel als „Tatanka“ oder „Tat“ (wie in: „Tat & Zat“).
Er trat auf vielen bekannten Festivals, wie Decibel Outdoor, Qlimax, Q-Base, In Qontrol, X-Qlusive, Airbeat One uvm. auf.

## Pseudonyme
In seinen Soloprojekten verwendet Mascellinos zahlreiche Pseudonyme. Oft sind die Namen seiner Gruppenprojekten eine Kombination der Solo-Pseudonyme der mitwirkenden Künstler; hier werden ausschließlich die besonderen Namen aufgeführt.
- Solo: Bimbotronik, Bison, DJ Sgroogle, K.A.M., Liquid Fighters, T.A.T., T.A.T.A.N.K.A. Project, Tatarola, Valerio Mascellino, Zanza Labs.
- Gruppen: Tatact, Wild Motherfuckers, Melix, Shock! Project, Tee & Pee, The Stone, T.A.T. & Z.A.T. (Tatanka & Zatox), Triple T From Italy (Mit Technoboy und Tuneboy)

## Diskografie

### Alben
- 2019: Zanza Files Chapter 1
- 2019: Zanza Files Chapter 2
- 2019: Zanza Files Chapter 3
- 2019: Zanza Files Chapter 4
- 2019: Zanza Files Chapter 5

### Singles
- Tatanka - Pumpin' This
- 1999: Tatanka - KiloWatt / Amphetamine
- 2001: Tatanka & Ado The Dream - Kriminal Flash / Now
- 2002: Tatanka - Adios
- 2003: Tatanka & Peter Damir - Kick It Hard
- 2004: Tatact - Move Your Body
- 2005: Tatanka - Do You Know This One
- 2005: Tatanka - Don't Move
- 2005: Tatanka & Zenith - More Than A Style
- 2006: Zany & Tatanka - Front 2 Back / Wise Guys
- 2006: T4T4NK4 - GTP
- 2006: Tatanka - Tatanka Doesn't Like The Records That U Play
- 2006: DJ Isaac / Tatanka - Untitled
- 2006: Wild Motherfuckers - Fuck It Up
- 2007: Zanza Labs - Control The Mind
- 2007: T4T4NK4 - Let's Rock
- 2007: Tatanka - Mess Up / Repumped
- 2007 Wild Motherfuckers - Fother Mucker
- 2008: Tatanka - Borderline
- 2008: Tatanka meets Headhunterz / Tatact - Call It Music / W.U.W.H.
- 2008: Tatanka presents Joshua Hiroshy - Showtime
- 2008: Tatanka & Zany Feat. MC DV8 - Connection / The Recepy
- 2008: Wild Motherfuckers - B2BW
- 2008: T.A.T.A.N.K.A. - DJ's Life
- 2008: Tatact - Taaac!
- 2008: Tatanka - Doom's Day / Roba Dell'Altro Mondo
- 2008: Tatanka & Zatox - Gangsta / Hardstyle Family
- 2010: Tatact - Seiv Mai Nait
- 2010: Tatanka & Zatox - Kickin' Ass / Loops & Things
- 2010: Tatanka - Fuckin Tune / Yellow
- 2010: Tatanka - Tokyo / WTDG
- 2011: Tatanka ft. Zatox & The Wild Motherfuckers - Hard Bass
- 2011: Tatanka - Africa / On A Cloud / Jazzy / Keep On Buzzing
- 2011: Tatanka - Eternal
- 2011: Tatanka - Italia
- 2012: Tatanka - AKT
- 2012: Tatanka - A True Story
- 2012: Tatanka - Arabika
- 2013: Tatanka - Don't Give Up
- 2013: Wild Motherfuckers - Wild Wild West
- 2013: Wild Motherfuckers - Ruby Rain
- 2014: Tatanka - Your Wake Up Call
- 2015: Tatanka - Tokyo Reload 3. August 2015 Label: Zanzalabs
- 2016: Tatanka - Inner Beast
- 2016: Tatanka - DIS-CO-TEK
- 2017: Zatox & Tatanka - Right Now
- 2018: Tatanka - The Process
- 2019: Tatanka ft. Zatox & The Wild Motherfuckers - Hard Bass (Ran-D Remix)

### Remixe
- 1999: Taky J. - Humanoid (Tatanka Remix)
- 2001: Pasta Man - Uns Missfällt Es (Tatanka Remix)
- 2002: Charlie (B) Rown - Slam 'N' Jam (Tatanka Remix)
- 2004: Ard Und Marc - Akustika (Tatanka Remix)
- 2005: K-Traxx - Hardventure (Tatanka Remix)
- 2006: Kayem vs. Dark Angel - Killashot (Tatanka & Zatox Remix)
- 2009: Mike NRG - Lost In Dreams (Tat & Zat Remix)